# Gemer (miejscowość)
Gemer – wieś (obec) na Słowacji położona w kraju bańskobystrzyckim, w powiecie Revúca. Pierwsze wzmianki o miejscowości pochodzą z roku 1198.
Według danych z dnia 31 grudnia 2012, wieś zamieszkiwało 879 osób, w tym 442 kobiety i 437 mężczyzn.
W 2001 roku rozkład populacji względem narodowości i przynależności etnicznej wyglądał następująco:
- Słowacy – 11,48%
- Romowie – 5,19%
- Węgrzy – 83,09%

Ze względu na wyznawaną religię struktura mieszkańców kształtowała się w 2001 roku następująco:
- Katolicy rzymscy – 30,86%
- Grekokatolicy – 0,25%
- Ewangelicy – 48,02%
- Ateiści – 8,27%
- Nie podano – 0,25%